# Bradypterus alfredi
Bradypterus alfredi là một loài chim trong họ Locustellidae.